# Региональный общественный центр интернет-технологий
Региональный общественный центр интернет технологий (РОЦИТ) — российская общественная организация, которая занимается созданием дружественной интернет-среды и популяризацией интернет-технологий. Создана в 1996 году и является одной из старейших общественных организаций Рунета. Своими целями организация заявляет объединение активных интернет-пользователей России, представление их интересов, а также создание платформы для взаимодействия пользователей, бизнеса, государства, решения острых вопросов, связанных с IT-отраслью и формирование экспертной позиции по вопросам развития информационного общества.

## Правление
Председатель правления: Горелкин Антон Вадимович, заместитель председателя комитета Государственной Думы по информационной политике, информационным технологиям и связи.
Члены правления:
- Ашманов Игорь Станиславович (ЗАО «Ашманов и Партнеры»)
- Быстрицкий Андрей Георгиевич (НИУ ВШЭ)
- Воробьёв Андрей Александрович (Координационный центр доменов .RU/.РФ)
- Гореславский Алексей Сергеевич (ИРИ)
- Зотов Андрей Юрьевич (ADJ Consulting)
- Плуготаренко Сергей Александрович (РАЭК)
- Твердынин Марк Михайлович (РОЦИТ)
- Ярных Андрей Юрьевич (Лаборатория Касперского)

Директор: Мозолевская Вирджиния Андреевна.
В 2021-2023 гг. пост председателя правления РОЦИТ занимал Алексей Гореславский. В середине 2000-х гг. большую роль в развитии организации сыграл Джан Хан-Магомедов.